# أحمد دين
أحمد دين (بالإنجليزية: Ahmed Deen)‏ هو لاعب كرة قدم سيراليوني، ولد في 30 يونيو 1985 في فريتاون في سيراليون. شارك مع منتخب سيراليون لكرة القدم. أما مع النوادي، فقد لعب مع دولويتش هاملت وليستر سيتي وماكليسفيلد تاون ونادي ألدرشوت تاون ونادي بارنت ونادي بيتربورو يونايتد ونادي كامبريدج ستي وهورنتشورتش.

## وصلات خارجية
- أحمد دين على موقع قاعدة بيانات كرة القدم.إي يو (الإنجليزية)
- أحمد دين على موقع ناشيونال فوتبول تيمز (الإنجليزية)
- أحمد دين على موقع Soccerbase.com (لاعب) (الإنجليزية)